# C'était ici
Albums de Yann Tiersen
L'Absente
(2001) Good Bye, Lenin!
(2003)
C'était ici est le deuxième album live de Yann Tiersen. Il a été enregistré lors des trois concerts donnés du 15 au 17 février 2002 par Yann Tiersen à la Cité de la musique en présence de nombreux invités et collaborations musicales. 
Sur ce disque le morceau appelé La Noyée est un morceau de Serge Gainsbourg extrait de la bande originale du film Le Roman d'un voleur de chevaux. Yann Tiersen ayant aussi un morceau appelé La Noyée, il s'appelle dans ce disque La Noyée II.

## Liste des titres
- Disque 1

1. Intro - 0:25
2. La Valse d'Amélie - 2:05
3. C'était ici - 1:53
4. Rue des cascades - 5:41 - chanté par Claire Pichet
5. La Rupture - 2:43 - chanté par Claire Pichet
6. La Terrasse - 3:57 - chanté par Yann Tiersen
7. Déjà loin - 3:02
8. Sur le fil - 3:38
9. Le Jour d'avant - 4:19
10. Le Banquet - 2:55
11. Les Jours tristes - 3:41 - chanté par Christian Quermalet
12. La Noyée - 3:24 - chanté par Yann Tiersen
13. Le Moulin - 4:03
14. Le Fromveur - 2:11
15. L'Homme aux bras ballants - 6:04
16. L'Autre Valse d'Amélie - 2:50

- Disque 2

1. Bagatelle - 4:17 - chanté par Dominique A
2. Le Méridien - 3:58 - chanté par Lisa Germano
3. L'Absente - 3:25
4. La Parade - 3:34 - chanté par Lisa Germano et Claire Pichet
5. La Noyée II - 2:39
6. Monochrome - 3:46 - chanté par Dominique A
7. Plus Au Sud - 2:53
8. Les Bras de mer - 4:03 - chanté par Dominique A
9. Comptine d'un autre été : l'après-midi - 2:24
10. Le Quartier - 1:45
11. La Crise - 3:05
12. Février - 12:57
13. La Valse des monstres - 7:15

## Yann Tiersen
Yann Tiersen joue des instruments suivant :
- Accordéon sur La Valse d'Amélie, C'était ici, Rue des cascades, Le Jour d'avant, Le Banquet et La Noyée II
- Piano sur Rue des cascades, La Rupture, La Terrasse, Déjà loin, Les Jours tristes, La Noyée, Le Moulin, L'Absente, La Parade, Monochrome, Les Bras de mer et Comptine d'un autre été - l'après-midi
- Violon sur Sur le fil, Le Fromveur, L'Homme aux bras ballants, Bagatelle, Le Quartier, La Crise et Février
- Melodica sur Le Moulin
- Vibraphone sur L'Autre Valse d'Amélie
- Basse sur Le Méridien
- Guitare sur Plus au Sud
- Toy piano sur La Valse des monstres

## Autres musiciens
- Yann Tiersen
- Ensemble Orchestral Synaxis sur La Valse d'Amélie, C'était ici, La Rupture, La Terrasse, Déjà loin, Les Jours tristes, Le Fromveur, L'Homme aux bras ballants, Bagatelle, Le Méridien, Monochrome, Plus au Sud et Les Bras de mer
- Christian Quermalet : basse sur La Valse d'Amélie et C'était ici; batterie sur Le Banquet, Bagatelle, Le Méridien, Monochrome, Plus au Sud, Le Quartier, La Crise et Février; guitare sur La Rupture, La Terrasse, La Noyée et Les Bras de mer
- Marc Sens : guitare sur La Rupture, La Terrasse, La Noyée, Bagatelle, Le Méridien, Plus au Sud, Les Bras de mer, La Crise et Février
- Christine Ott : Ondes Martenot sur La Rupture, La Terrasse, Les Jours tristes, La Noyée, L'Autre Valse d'Amélie, Bagatelle, La Parade, Les Bras de mer, La Crise et Février
- Claire Pichet : Toy piano sur La Noyée; tambourin sur Bagatelle; melodica et percussions sur Plus au Sud
- Ronan Le Bars : Uilleann pipes sur Le Fromveur et L'Homme aux bras ballants
- Dominique A : guitare sur Plus au Sud
- Jean-François Assy : basse sur Plus au Sud et Février
- Les Têtes Raides sur Le Jour d'avant et La Noyée II
- Iso (des Têtes Raides) : saxophone sur Février
- Quatuor à cordes (Nicolas Stevens, Renaud Lhoest, Olivier Tilkin, Jean-François Assy) sur La Valse d'Amélie, C'était ici, La Rupture, La Terrasse, Déjà Loin, Les Jours tristes, Le Fromveur, Bagatelle, Monochrome, Plus au Sud et Les Bras de mer.